# カンナさん大成功です!
『カンナさん大成功です!』（カンナさんだいせいこうです!）は、『Kiss』（講談社）に連載の鈴木由美子の漫画作品、ならびに本作を原作にして日本と韓国でそれぞれ制作・上映された映画である。
ブスと美人の考え方や周囲の扱いの違いを描きながら、主人公・神無月カンナと蓮台寺浩介を軸に展開する恋愛ギャグ漫画。

## ストーリー
「一度見たら夢に出そうなブス」だった事から誰からも手酷い扱いを受けていた神無月カンナ。そんな自分に唯一優しくしてくれた男性・蓮台寺浩介を振り向かせるため、数百万円をかけて全身整形手術を受け、誰もが振り向く美女に生まれ変わる。
しかし、すっかり染みついたブス根性のため、美女にあるまじき振る舞いばかりしてしまい、せっかくの美貌を生かせず、浩介との距離はなかなか縮まらない。
ある時、カンナは浩介が学食のおばちゃん(学食で働いていた頃のカンナであることに気づいていない)の事を話題にし、彼女が今どうしているのかなと呟く。カンナは幸せそうに浩介に寄り添いながら「きっと幸せに暮らしてる」と答えるが、浩介は笑いながらそれはあり得ないと言い放つ。ブスに対する否定同然のその言動を聞いてショックを受けたカンナは、浩介はブスをバカにするような人間じゃないという疑念と葛藤に駆られた末に、整形していたことを唐突な形で明かしてしまい、気まずさからギクシャクした関係となってしまう。以前から浩介を狙っていたトシ江はカンナの行いを知って詐欺同然の行為を働いたと責め立てる。親友のカバ子はすきでどうしようもなかったからやったんだとフォローしようとするがカンナは制止し、不安に駆られるあまりに真実を告げたことで浩介を苦しませてしまったことを悔い、別れを決意して浩介のもとを去る。
その後、友人たちと談笑していたカンナだが、自分の姿を探す浩介の姿を目撃する。カンナの姿を見かけて近寄ろうとする浩介の前にトシ江が立ちはだかりカンナの下に行くのを止めようとするが、振り切られてしまう。トシ江は手っ取り早く恋人手に入れられるなら自分も整形をしようかと聞こえ見よがしな嫌味を言うが、その言葉を聞いて堪忍袋の緒を切らしたカンナは彼女の襟首を掴みあげ、ブスであるがゆえに酷薄な仕打ちを味わわされた経験があるのか、死のうと思い詰めながら生きていたことはあるのかと泣きながら叫び、トシ江は泣きながら自分の浅はかな行動を詫びる。カンナは浩介のおかげで怖い整形をしてまで生きてみようと思えたのだと礼を言い、自分はもう大丈夫だからと言い残して去ろうとするが、浩介はカンナを抱きとめて生きてくれてありがとうと礼を言う。
こうしてカンナは浩介と無事結ばれ、子宝にも恵まれた。紆余曲折の末にようやく大成功に到達したと思われたカンナであった。が、生まれてきた子供はカンナそっくりの凄まじいブスなのであった。

## 登場人物
神無月 カンナ（かんなづき かんな）
本作の主人公。福島県出身の22歳。亀戸大学の学食で働いていた。かつては、「カバゴジラ」「カンナ菌」「ブタ」「カバ」「ヒバゴン」などのあだ名をつけられる程のブスで、更にアンダー130のブラジャーを着用する程のデブだった事から、周囲から酷いいじめに遭っていた。
道端でジャガイモをぶちまけ、周囲に白眼視されている時に唯一優しく接してくれた浩介に好意を持ち、数百万円をかけて美容整形した。
整形箇所は胸（シリコンをkg単位で入れている）、鼻（シリコン）、腹（脂肪吸引）、ワキ・ビキニラインの永久脱毛等。
現住所は郵便物によると、「東京都 部須野市」。
学食での勤務経験からか料理が得意。貧乏性と言えるほどの倹約家。
美女になってもブスの頃の名残で軽い被害妄想やネガティブさが顔を出し、美人らしい行動が取れなかったり、美人であることを意識、勘違いしすぎて、おかしな行動を取ったりすることも多い。いびきと寝相の悪さは変わらない。
蓮台寺 浩介（れんだいじ こうすけ）
亀戸大学の男子学生。校内では女子が群がる程の美形で、人を見かけで判断しない、動物に優しい等、性格も良い。カンナの作る学食のファンだった。当初は昌代と付き合っていたが、後に別れてカンナと交際する。
隅田川 菜々子（すみだがわ ななこ）
亀戸大学薬学部2年生。拾った金で缶入りおしるこを買って飲んでいる姿すら様になる程の天然美人。基本的には、無表情でマイペースな上に高飛車な性格だが、同性には優しく照れ屋な一面もある。時間には厳しい。
荒川 昌代（あらかわ まさよ）
亀戸大学教育学部2年生。小太りでそばかすのあるブス。一見地味な印象の女性だが、おしゃれはそれなりにしている。かなり計算高い面があり、恋人・浩介の他に別の男と二股をかけていて、後に浩介と別れる。愛犬はマルチーズ（スフレ）。
ゴンベ
カンナと浩介が見つけた捨て犬（子供で雑種）。カンナに飼われる。別名：うなぎパイ。実は大型犬だった。
カバコ
亀戸大学農学部畜産科に通う女子大生。本名は不明で周囲からカバゴジラと呼ばわれていたのを耳にしたカンナから縮めてカバコと呼ばれている。
巨体のブスで性格も非常に暗く、周囲の扱いや本人の行動やネガティヴ思考は、整形前のカンナとそっくりだった。
カンナは彼女に共感と同情を覚え、カバコを変えようと四苦八苦するが、浩介の「（鼻の穴の黒々感が）松たか子に似ている」という一言で劇的に明るくポジティブな「勘違いブス」に変化し、グラマーで可愛い系だと思い込む様になった。以降は、ゴーイングマイウェイで突き進み、自分を「愛ちゃん」とちゃん付けで呼ぶ(本名の一部なのかは不明)ようになり、カンナをも翻弄する。バストはIカップ（本人談）。
そのマイペースぶりはカンナを苛つかせる程で思い込みも非常に激しい反面、心優しく友達思いで、惚れて付き合い始めた男が友達に手を出そうとすれば躊躇することなく平手を張って別れる潔さも併せ持っている。また、惚れた男には一途に尽くすタイプ。
神無月梨奈（かんなづき りな）
カンナの妹。容姿は姉・カンナに似ず美人であり、幼い頃からの確執もあってカンナからはかなり嫌われていた。訳あって上京して来た所、偶然カンナと遭遇するが、彼女が整形している事には気付いていない。図々しい性格。、
相模（さがみ）
浩介の高校からの先輩。大手出版社の編集者として勤務している。勤務中はジャージで不精髭に髪はボサボサだが、素顔はかなり端整。カンナの親切さに惚れ込む。
トシ江（としえ）
以前から浩介を狙っていた女。エラが張り、小さく離れた目をしており、カンナ曰く「ちょっとブス」。堂々と嫌味を言うなど性格もかなり歪んでいる。浩介とカンナが不仲の隙に浩介を手に入れようとする。

## コミックス
KC Kissより全5巻発売されている。
1. ISBN 978-4-06-325738-0（1997年09月12日発売）
Kiss　1997年 No.1～4、7～8掲載分収録
2. ISBN 978-4-06-325762-5 (1998年02月13日発売）
Kiss　1997年 No.9～10、13～16掲載分収録
3. ISBN 978-4-06-325788-5 (1998年09月11日発売）
Kiss　1998年 No.2～3、10～13、16掲載分収録
4. ISBN 978-4-06-325816-5 (1999年02月12日発売）
Kiss　1998年 No.17～18、20～24、1999年 No.1掲載分収録
5. ISBN 978-4-06-325845-5 (1999年08月09日発売）
Kiss　1999年 No.7～9、12～15掲載分収録

## 映画（韓国版）
2006年、韓国にて公開された。原題は「美女はつらいの（ 미녀는 괴로워 ）」、英題「200 Pounds Beauty」である。
正式に鈴木由美子著作が原作と発表されてはいるが、舞台は韓国の芸能界であり、設定には「ブスが整形手術で美人になる」という程度しか共通点はない。コメディではあるが美容整形を題材とした単なるドタバタ劇ではなく、憧れの男性との恋の進展を通して、一人の女性が心理的に成長していく姿を丁寧に描いている点が共感を呼んだ。その結果、韓国では観客数600万人以上を動員し、2006年のNo.1ヒット映画となった。韓国の歴代映画興行成績の第10位も記録し、日本を含めたアジア圏で広く喝采を浴びた作品である。日本では「カンナさん大成功です！」というタイトルで、2007年12月15日に公開され、2008年5月8日にDVDとして発売された。日本での配給はワーナー・ブラザース。ただし、韓国では主人公の名前は、韓国女性の名前として一般的な「ハンナ」とされているが、日本では原作漫画と同じ「カンナ」となっている。
この作品においては、二人の主役（キム・アジュン、チュ・ジンモ）は息の合った演技によって、第1回大韓民国映画演技大賞・ベストカップル賞を受賞している（2007）。さらにこの映画によって、それまでほとんど演技経験のなかったキム・アジュンは、第44回大鐘賞映画祭女優主演賞、および国内人気賞を受賞するという幸運に恵まれ、一気にスターとして認められた（2007）。また、幾つもの質の高い映画に主演しながら、興行成績のふるわなかったチュ・ジンモは、興行的に成功する俳優としての地位を固めた。韓国では、キム・アジュンが劇中で歌った「MARIA」（ブロンディのカヴァー）もCD化され、ヒットしている。

### ストーリー
身長169cm、体重95kgのハンナは、舞台裏で人気ポップシンガー・アミの歌を当てる仕事をしていたが、アミのレコード・プロデューサーであり、ハンナの音楽性を認めてくれた唯一の人であるハン・サンジュンにひそかに想いを寄せていた。サンジュンの誕生日パーティーに招待されたハンナは、そこでサンジュンの思いがけない言葉に傷つき、全身整形手術に踏み切る。1年後、美しく生まれ変わったハンナは韓国系アメリカ人「ジェニー」として、再びサンジュンの前に現れる。そしてその美貌と歌唱力が認められ、念願の歌手としてデビューすることになる。だが、喜びもつかの間、ハンナにはサンジュンに真実を告白しようか否か、という新たな迷いが生じた…。

### キャスト
俳優の横のカッコ内はDVD日本語吹替キャスト。
- カン・ハンナ / ジェニー - キム・アジュン[2]（豊口めぐみ）
- ハン・サンジュン（ハンナの憧れるプロデューサー） - チュ・ジンモ（内田夕夜）
- アミ（わがままな人気歌手） - ユソン
- ハンナの父 - イム・ヒョンシク
- ジョンミン（ハンナの友人） - キム・ヒョンスク
- チェ会長（レコード会社の会長） - キム・ヨンゴン（特別出演）（石森達幸）
- チェ社長（チェ会長の息子で、レコード会社の社長） - ソン・ドンイル
- イ・ゴンハク（整形外科医） - イ・ハヌィ（高須克弥）
- チョルス（ハンナの初恋相手） - パク・ヒスン
- 出前の店員（ジェニーのストーカー） - パク・ノシク
- 占い師（観相の達人） - イ・ウォンジョン（特別出演）
- タクシー運転手 - イ・ボムス（特別出演）
- 交通警察 - リュ・スンス（特別出演）

### スタッフ
- 監督 - キム・ヨンファ
- 脚本 - キム・ヨンファ、ノー・ヘヨン
- ライン・プロデューサー - ロー・エニー、ユー・ジェヒョン
- 撮影 - パク・ヒョンチョル
- 照明 - イ・ソクヮン
- 編集 - パク・ゴクジ、チョン・ジンヒ
- 音楽 - イ・ジェハク
- 美術 - チャン・グニョン
- メイク - ソン・ジョンヒ
- 特殊メイク - クリストファー・エドワード・バーゴイン、クリスチャン・ロバート・コブジナ
- 製作総指揮 - パク・ムスン
- 製作 - リアライズ・ピクチャーズ、KMカルチャー、パク・ムスン、ウォン・ドンヨン
- 日本語版主題歌 - 梨花「MARIA」（avex trax）
- 日本配給 - ワーナー・ブラザース
- 上映時間 - 116分

## 映画（日本版）
日本でも同名の映画が2009年1月17日に公開された。主演のカンナ役は山田優。

### ストーリー
ブスな容姿が元で、幼少時から虐められていた神無月カンナ。縫製工場に就職後も同僚に虐められる日々。そんなある日、荷物をぶちまける大失態を犯したカンナに優しい言葉をかけてくれた蓮台寺浩介に一目惚れし、彼に近付くため、貯金をはたいて、全身整形で美しくなり、彼が勤める亀戸商会の受付嬢として働き始める。そんな中、カンナは、取締役・橘れい子率いる新ブランド企画室『チームビューティ』の存在を知る。美貌はもちろん、仕事もできる美女軍団の前に愕然とするカンナは、本物の美人になろうと奮闘する。

### キャスト
- 神無月カンナ - 山田優
- カバコ / 伊集院ありさ - 山崎静代（南海キャンディーズ）
- 隅田川菜々子 - 中別府葵
- 蓮台寺浩介 - 永田彬（RUN&GUN）
- 森泉彩花 - 佐藤仁美
- 綾小路篤 - 柏原崇
- 橘れい子 - 浅野ゆう子
- 美樹 - 秋本祐希
- 結城真一郎 - 田宮五郎

### スタッフ
- 監督・編集 - 井上晃一
- 脚本 - 松田裕子
- プロデューサー - 木村元子
- 撮影 - 百束尚浩
- 美術 - 木村文洋
- 音楽監督 - 田中茂昭
- 主題歌 - 「君のフレーズ」Honey L Days（avex trax）
- 挿入歌 - 「えくぼ」SHOWTA.（キングレコード）
- 挿入曲 - 「mini scat 60」ピストルバルブ（R and C）
- エンディングテーマ - 「My All」山田優（ポニーキャニオン）
- 配給 - ゴー・シネマ
- 制作協力 - スタジオブルー
- プロダクション協力 - イメージフィールド
- 制作プロダクション・宣伝 - デジタルハリウッド・エンタテインメント
- 製作 - 劇場版「カンナさん大成功です!」製作委員会（デジタルハリウッド・エンタテインメント、NBCユニバーサル・エンターテイメントジャパン、ミツイワ、Vox-Project）
- 上映時間 - 110分

## 舞台
映画と舞台（ミュージカル）は同じ韓国企業が制作。映画化については許諾したが、舞台化では交渉が決裂した、しかしその後講談社側に無断で舞台化。2008年に映画『美女はつらいの（ 미녀는 괴로워 ）』を舞台化し、韓国で初演。主演はパダ（元S.E.S.メンバー）が務めた。
2011年10月8日から11月6日には、大阪松竹座での日本公演の予定が発表された。舞台版の題名は映画の邦題ではなく、『美女はつらいの』となっている。日本公演バージョンとして演出や音楽がリニューアルされている。（ミュージカル公式サイト参照）
2011年9月14日、上記の日本公演が著作権を侵害しているとして、著作権を管理する講談社が公演差し止めを求める仮処分を東京地方裁判所に申し立てた。
2011年10月3日、東京地裁（大須賀滋裁判長）は同申し立てを却下した。10月8日から大阪で日本公演が行われる。

### キャスト
- カン・ハンビョル - パダ[3]、ギュリ（KARA）　※ダブルキャスト
- ハン・サンジュン - イ・ジョンヒョク、オ・マンソク[7]、ソンジェ（超新星）　※トリプルキャスト